# Kułajewo (Tatarstan)
Kułajewo (ros. Кулаево) – wieś (sieło) w Rosji, w Tatarstanie, w rejonie piestreczyńskim. W 2010 liczyła 1036 mieszkańców.